# Jacqueline MacInnes Wood
Jacqueline MacInnes Wood, född 17 april 1987 i Windsor, Ontario, är en kanadensisk skådespelerska och fotomodell. 
Jacqueline MacInnes Wood är främst känd för rollen som Steffy Forrester i Glamour. För den rollen har hon vunnit Daytime Emmy Award for Outstanding Lead Actress in a Drama Series tre gånger: 2019, 2021 och 2023. Hon har bland annat även spelat Olivia Castle i Final Destination 5.

## Filmografi (urval)
- 2010 – Turn the Beat Around
- 2011 – Final Destination 5
- 2008–2013, 2015– – Glamour
- 2014 – Castle